# Falcata
Een falcata is een zwaard met een gekromd snijvlak en lijkt een beetje op de Griekse kopis. Het werd gebruikt op het Iberisch Schiereiland (hedendaags Spanje en Portugal) voor de komst van de Romeinen.
Anders dan met een kromzwaard of kromsabel zit de snijrand aan de binnenkant van de kromming, dit zorgt ervoor dat het mogelijk is een slag met de kracht van een bijl te geven en de snijrand van een zwaard te behouden. Het gevest heeft een haakvorm, die soms doorloopt tot aan de kling.

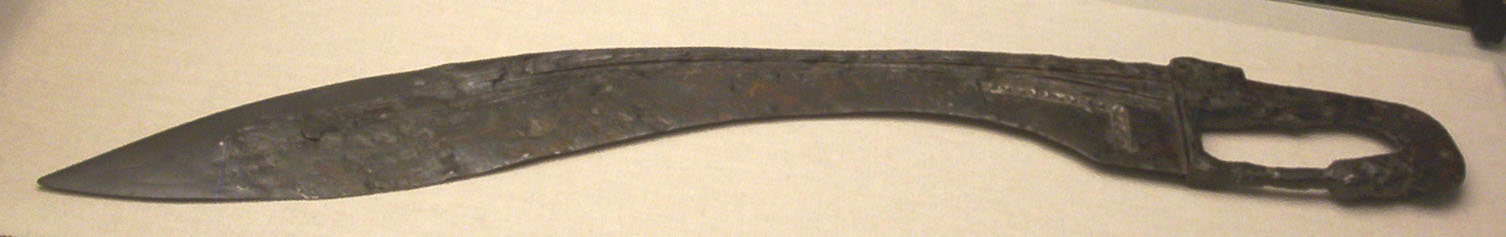
Falcata, 4e eeuw v.Chr.